# Calliopsis anthidia
Calliopsis anthidia là một loài Hymenoptera trong họ Andrenidae. Loài này được Fowler mô tả khoa học năm 1899.